# Jasnotowe
Jasnotowe (Lamiidae Takht. ex Reveal, Phytologia 74: 178, 1993) - podklasa roślin należących do klasy Rosopsida. Liczy ponad 40 000 gatunków zgrupowanych w 53 rodzinach.

## Charakterystyka
PokrójSą to najczęściej rośliny zielne, ale nie brak krzewów i drzew.
LiścieNajczęściej naprzeciwległe lub okółkowe
KwiatyOkwiat zróżnicowany na kielich i koronę, która jest zawsze zrosłopłatkowa. Kwiaty - często duże i jaskrawo zabarwione są grzbieciste.

## Systematyka

### Nowy podział
- Nadrząd: Gentiananae Thorne ex Reveal, Novon 2: 236 1992 -
  - Rząd: Apocynales Bromhead 1838 - toinowce
  - Rząd: Gentianales Lindl., Nix. Pl.: 19 1833 - goryczkowce
  - Rząd: Rubiales Dumort., Anal. Fam. Pl.: 29 1829 - marzanowce
- Nadrząd: Lamianae Takht., Sist. Filog. Cvetk. Rast.: 405 1967 - jasnotopodobne
  - Rząd: Hippuridales Thomé, Lehrb. Bot., ed. 4: 254, 256 1874 -
  - Rząd: Hydrostachyales Diels ex Reveal, Phytologia 74: 174 1993 -
  - Rząd: Lamiales Bromhead, Mag. Nat. Hist., ser. 2,2: 210 1838 - jasnotowce, wargowce
- Nadrząd: Loasanae R. Dahlgren ex Reveal, Phytologia 79: 71 1996 -
  - Rząd: Loasales Bessey, Nebraska Univ. Stud. 7: 351 1907 -
- Nadrząd: Oleanae Takht.,  Divers. Classif. Fl. Pl.: 449 1997 -
  - Rząd : Oleales Lindl.,  Nix. Pl.: 19 1833 - oliwkowce
- Nadrząd: Solananae R. Dahlgren ex Reveal, Novon : 236 1992 -
  - Rząd: Solanales Dumort., Anal. Fam. Pl.: 20 1829 - psiankowce

### Stary podział - rzędy
- goryczkowce (Gentianales)
- jasnotowce (Lamiales)
- ogórecznikowce (Boraginales)
- oliwkowce (Oleales)
- powojowce (Convulvulales)
- psiankowce (Solanales)
- rzęślowce (Callitrichales)
- trędownikowce (Scrophulariales)